# Ефект на Форер
Ефектът на Форер, наричан още ефект на Барнъм или по-рядко ефект на Барнъм-Форер, е често срещан психологически феномен, при който хората дават висока оценка на точността на описания на личността си, за които се предполага, че са специално пригодени за тях, но които всъщност са достатъчно неясни и общи, за да се прилагат за широк кръг от хора. Този ефект може да даде частично обяснение за широкото приемане на някои паранормални вярвания и практики, като астрологията, гадаенето, разчитането на аурата и някои видове личностни тестове.
Този ефект често се използват от практикуващите като измамна техника, за да убедят жертвите, че са надарени с паранормална дарба. Тъй като оценъчните твърдения са толкова неясни, хората си приписват собствено тълкуване, като по този начин твърдението става „лично“ за тях. Освен това хората са по-склонни да приемат негативни оценки за себе си, ако възприемат лицето, което представя оценката, като професионалист с висок статус.
Изследователят Бертрам Форер първоначално го нарича „заблуда на личното утвърждаване“. Терминът „ефект на Барнъм“ е въведен през 1956 г. от психолога Пол Мил в есето му „Търси се – добра готварска книга“, защото той свързва неясните описания на личността, използвани в някои „псевдоуспешни“ психологически тестове, с тези, давани от шоумена Финиъс Тейлър Барнъм.

## Общ преглед
Ефектът на Барнъм се проявява в отговор на твърдения, които се наричат „твърдения на Барнъм“, т.е. общите характеристики, приписвани на даден човек, се възприемат като верни за него, въпреки че твърденията са толкова обобщени, че могат да се отнасят за почти всеки. Такива техники се използват от гадатели, астролози и други практикуващи, за да убедят клиентите си, че те, практикуващите, всъщност са надарени с паранормална дарба. Ефектът е специфичен пример за така наречения „феномен на приемането“, който описва общата тенденция на хората „да приемат почти всяка фалшива обратна връзка за личността“. Свързан с него и по-общ феномен е този на субективното потвърждение. Субективното потвърждение се случва, когато две несвързани или дори случайни събития се възприемат като свързани, защото дадено убеждение, очакване или хипотеза очаква връзка. Например, докато четат хороскоп, хората активно търсят съответствие между съдържанието му и възприятието си за своята личност.

## Ранни изследвания
През 1947 г. психологът Рос Стагнър помолил няколко мениджъри на персонала да се явят на личностен тест. След като попълват теста, вместо да им даде обратна връзка, основана на действителните им индивидуални отговори, Стагнър представя на всеки от тях обобщена обратна връзка, която няма връзка с отговорите на теста, а се основава на хороскопи, графологични анализи и други подобни. След това всеки от мениджърите е попитан доколко точна е била оценката за него. Повече от половината определили оценката като точна и почти никой не я определил като грешна.
През 1948 г., в това, което е описано като „класически експеримент“, психологът Форер дава психологически тест – така наречената от него „Диагностична бланка за интереси“ – на 39 свои студенти по психология, на които е казано, че всеки от тях ще получи кратко личностно описание въз основа на резултатите от теста. Една седмица по-късно Форер дал на всеки студент уж индивидуално описание и помолил всеки от тях да оцени доколко е приложимо. В действителност всеки студент получил едно и също описание, което се състояло от следните елементи:
1. Имате огромна нужда другите хора да ви харесват и да ви се възхищават.
2. Склонни сте да се критикувате.
3. Имате много неизползвани способности, които не сте приложили в своя полза.
4. Въпреки че имате някои личностни слабости, като цяло сте в състояние да ги компенсирате.
5. Сексуалната ви адаптация е представлявала проблеми за вас.
6. Дисциплинирани и самоконтролиращи се отвън, вътрешно сте склонни да се притеснявате и да сте несигурни.
7. Понякога имате сериозни съмнения дали сте взели правилното решение или сте постъпили правилно.
8. Предпочитате известна доза промяна и разнообразие и сте недоволни, когато сте притиснати от ограничения и лимити.
9. Гордеете се с това, че сте независим мислител, и не приемате твърденията на другите без задоволителни доказателства.
10. Смятате, че не е разумно да сте прекалено откровени в разкриването на себе си пред другите.
11. Понякога сте екстровертни, приветливи, общителни, а друг път сте интровертни, предпазливи, резервирани.
12. Някои от вашите стремежи са доста нереалистични.
13. Сигурността е една от основните ви цели в живота.

Средно студентите оценяват точността му с 4,30 по скалата от 0 (много слабо) до 5 (отлично). Едва след като оценките са предадени, става ясно, че всички студенти са получили идентично описание, сглобено от Форер от астрологична книга от вестникарския щанд. Описанието съдържа твърдения, които са достатъчно неясни и общи, за да се отнасят за повечето хора.
Форер приписва ефекта на доверчивостта. Твърди се, че ефектът потвърждава принципа на Полианна, при който хората са склонни „да използват или приемат положителни думи в обратната връзка по-често, отколкото отрицателни думи“.

## Фактори, влияещи върху ефекта
Според резултатите от повторните проучвания два фактора са важни за появата на ефекта на Форер. Съдържанието на предлаганото описание е важно, като се набляга специално на съотношението между положителните и отрицателните оценки на признаците. Другият важен фактор е субектът да вярва в честността на лицето, което предоставя обратна връзка.
Ефектът се установява последователно, когато оценъчните твърдения са неясни. Хората са в състояние да прочетат собствения си смисъл в получените твърдения и по този начин твърдението става „лично“ за тях. Най-ефективните твърдения включват израза „понякога“, например „Понякога се чувствате много уверен в себе си, а друг път не сте толкова уверен“. Тази фраза може да се отнася за почти всеки и по този начин всеки човек може да разчете „личен“ смисъл в нея. Поддържането на твърденията по неясен начин гарантира наблюдаването на ефекта на Форер при репликационните проучвания.
Лицата са по-склонни да приемат негативните оценки за себе си, ако възприемат лицата, представящи оценките, като професионалисти с висок статус. Данните сочат също, че хората с авторитарни или невротични характери или с по-голяма от обичайната потребност от одобрение са по-склонни да проявяват ефекта на Барнъм.
Проучванията сочат, че ефектът на Форер е универсален – той се наблюдава при хора от много култури и места.
По-късни проучвания установяват, че изследваните лица дават по-високи оценки за точност, ако са верни следните обстоятелства:
- субектът вярва, че анализът се отнася само за него, и по този начин прилага собствения си смисъл към твърденията;
- субектът вярва в авторитета на оценяващия;
- анализът изброява предимно положителни черти.

## Използване на ефекта
През 1977 г. Рей Хаймън пише за начина, по който измамници използват ефекта на Форер, за да се възползват от жертвите (или „набелязаните“). Той представя списък с фактори, които помагат на тези измамници да заблудят жертвите си. Например вероятността хитреците да успеят е по-голяма, ако излъчват увереност („Ако изглеждате и се държите така, сякаш вярвате в това, което правите, ще успеете да продадете дори лошо четиво на повечето от вашите субекти"), ако „използват творчески най-новите статистически извлечения, анкети и проучвания“, показващи „в какво вярват различните подкласове на нашето общество, правят, искат, притесняват се и т.н.“, ако използват „трик, като например кристална топка, карти таро или четене по длан“, ако са внимателни към уликите, които дават за клиентите им такива детайли като тяхното „облекло, бижута, маниери и реч", ако не се страхуват да „се надуват“ и ако използват ласкателство.
Майкъл Бърнбаум, професор по психология в Калифорнийския държавен университет във Фулъртън, отбелязва, че ефектът на Форер се използва от фокусници и екстрасенси, когато правят така наречените „студени четения“, както и от някои телевизионни лица, които претендират за психоаналитичен опит и твърдят, че могат да диагностицират психологическите проблеми на госта си за няколко минути. „Истинските психолози са ужасени от тази практика“, заявява Бърнбаум, но те не я критикуват достатъчно енергично в публичното пространство и така тя продължава да се третира с уважение, което не заслужава. „Жалко е, че академичната психология не е обърнала повече внимание на техниката на „студеното четене“ – пише Денис Дътън през 1988 г., – доколкото широко разпространената практика на успешно „студено четене“ е в основата на голяма част от вярата в паранормални сили, която се среща в обществото днес“. Докато академичните психолози са се фокусирали в изследванията си върху студентите, Дътън призовава за „анализ на действителните техники и методи, използвани от умелите специалисти по студено четене“.
„Поуката от демонстрацията на Барнъм“, казва Бърнбаум, е, че „самоутвърждаването не е утвърждаване. Не се подвеждайте по екстрасенс, шарлатански психотерапевт или фалшив лечител чрез вяра, който използва този трик върху вас! Бъдете скептично настроени и искайте доказателства. Дръжте парите си в портфейла, портфейла си в джоба и ръката си върху портфейла“.